# Weiprecht von Gemmingen (1608–1680)
Weiprecht von Gemmingen (* 21. Oktober 1608 in Oppenheim; † 21. März 1680 auf Burg Hornberg) war Grundherr auf Burg Hornberg, in Treschklingen, Rappenau, Babstadt, Michelfeld und Wolfskehlen sowie Burgmann zu Oppenheim. Außerdem war er Ritterrat im Ritterkanton Kraichgau und von 1654 bis kurz vor seinem Tod Ritterhauptmann des Ritterkantons Odenwald.

## Leben
Er war einer der Söhne Reinhards des Gelehrten (1576–1635) aus dessen erster Ehe mit Anastasia von Helmstatt (1579–1614). Seine Erziehung erhielt er nach dem Tod der Mutter vom Pfarrer Weinmann in Brackenheim, dem er und seine Brüder nach Stuttgart ans Paedagogium illustre folgten. Gemeinsam mit seinem Bruder Wolfgang (1610–1658) studierte er in Tübingen und Leyden. Sein Studium hatte Geologie, Astronomie und Befestigungskunst zum Inhalt, außerdem erlernte er Italienisch, Französisch und Spanisch. Nach dem Studium widmete er sich verschiedenen Reisen, kehrte dann aber zum kranken Vater zurück. Anschließend trat er in das Regiment des Grafen von Zyllnhardt ein und war danach bei Graf Kraft von Hohenlohe, dem Generalgouverneur des schwäbischen und fränkischen Ritterkreises, tätig. Nach der Schlacht bei Nördlingen 1634 verließ er den Militärdienst, um sich dem Erhalt seiner durch den Dreißigjährigen Krieg geschundenen Güter zu kümmern. Nach dem Tod des Vaters 1635, von dem er den Hornberg erbte, wurde er zum Ritterrat des Ritterkantons Kraichgau und des Ritterkantons Odenwald gewählt, ab 1654 stand er dem Kanton Odenwald als Hauptmann vor. Seinen von vielen Plünderungen heimgesuchten Besitz konnte er 1675 noch um das von Eberhard von Gemmingen (1628–1675) ererbte Rappenau mit Treschklingen vermehren.
Er erlitt 1678 einen Schlaganfall und starb zwei Jahre später auf Burg Hornberg. Er wurde in der Kirche von Neckarzimmern bestattet. 
Sein Besitz wurde von den Söhnen Erpho (1641–1688), Weiprecht (1642–1702), Uriel (1644–1707) und Reinhard (1645–1707) zunächst gemeinsam verwaltet, 1688 dann geteilt. Hornberg kam an Erpho, der noch im selben Jahr starb. Weiprecht erhielt den Besitz in Oppenheim und Wolfskehl, Uriel erhielt Rappenau, Reinhard Treschklingen.

## Familie
Weiprecht von Gemmingen war in erster Ehe ab 1639 mit Anna Benedicta von Gemmingen-Fürfeld († 2. November 1647), in zweiter Ehe ab 1649 mit Catharina von Hohenfeld († 16. Januar 1665) und in dritter Ehe mit Sabina von Wollmarshausen verheiratet.
- Erpho (1641–1688) ⚭ Maria Rosamunde von Liebenstein
- Weiprecht (1642–1702), kam durch Heirat an Güter in Fränkisch-Crumbach und begründete dort eine nach wenigen Generationen erloschene ältere Linie
- Uriel (1644–1707), Grundherr in Rappenau
- Reinhard (1645–1707), Grundherr zu Hornberg ⚭ Maria Elisabetha von Neipperg (1652–1722)
- Eberhard (1647–1648)
- Ludwig Friedrich (*/† 1650)
- Clara Anastasia (1651–1732) ⚭ Georg Friedrich von Schmidberg, sie wurde Hofmeisterin der Prinzessin Hedwig Sophie von Dänemark